# Joseph Bologna
Pour les articles homonymes, voir Bologna (homonymie).
Joseph Bologna est un acteur, scénariste, producteur et réalisateur américain né le 30 décembre 1934 à Brooklyn (New York) et mort le 13 août 2017 à Duarte (Californie).

## Biographie

### Vie privée
Joseph Bologna était l'époux de l'actrice Renée Taylor de 1965 à sa mort. Le couple a partagé la vedette des films Lune de miel aux orties (1970) et Faits l'un pour l'autre (1971).

## Filmographie

### comme acteur

#### Cinéma
- 1971 : Faits l'un pour l'autre (Made for Each Other) de Robert B. Bean : Gig « Giggy » Pimimba
- 1973 : Flics et voyous (Cops and Robbers) d'Aram Avakian : Joe
- 1974 : Mixed Company (en) de Melville Shavelson : Pete
- 1976 : Le Bus en folie (The Big Bus) de James Frawley : Dan Torrance
- 1979 : Chapter Two de Robert Moore : Leo Schneider
- 1982 : Où est passée mon idole ? (My Favorite Year) de Richard Benjamin : King Kaiser
- 1984 : C'est la faute à Rio (Blame It on Rio) de Stanley Donen : Victor Lyons
- 1984 : La Fille en rouge (The Woman in Red) de Gene Wilder : Joey
- 1985 : Transylvania 6-5000 de Rudy De Luca: Dr Malavaqua
- 1989 : It Had to Be You : Vito Pignoli
- 1990 : Coupe de Ville de Joe Roth : Uncle Phil
- 1991 : Alligator 2, la mutation (Alligator II: The Mutation) de Jon Hess : David Hodges
- 1992 : Jersey Girl (en) de David Burton Morris : Bennie Mastallone
- 1993 : Deadly Rivals de James Dodson : Anthony Canberra
- 1994 : Night of the Archer de Paul Nicholas : Reggie
- 1996 : Love Is All There Is coréalisé avec Renée Taylor : Mike Capomezzo
- 1997 : Heaven Before I Die d'|Izidore Musallam
- 1999 : Baby Huey's Great Easter Adventure (en) (vidéo)
- 1999 : Big Daddy de Dennis Dugan : Lenny Koufax
- 1999 : Blink of an Eye de Van Fischer : Renfro
- 2001 : Squint : Mel Kingman
- 2001 : Dying On the Edge de William R. Greenblatt
- 2002 : Returning Mickey Stern (en) de Michael Prywes (en) : Mickey Stern
- 2005 : Pledge of Allegiance : Principal Pugliese

### Télévision
- 1973 : Honor Thy Father (TV) : Salvatore Bonnano
- 1976 : What Now, Catherine Curtis? (en) (TV) : Peter
- 1976 : Woman of the Year (TV) : Sam Rodino
- 1979 : |Déchirée entre deux amours (Torn Between Two Lovers) (TV) : Ted Conti
- 1983 : L'une cuisine, l'autre pas (One Cooks, the Other Doesn't) (TV) : Max Boone
- 1985 : Copacabana (TV) : Rico Castelli
- 1986 : La Griffe du destin (Sins) (feuilleton TV) : Steve Bryant
- 1986 : A Time to Triumph (TV) : Chuck Hassan
- 1987 : Rags to Riches (en) (série TV) : Nick Foley
- 1987 : Not Quite Human (en) (TV) : Gordon Vogel
- 1989 : Prime Target (TV) : Manza
- 1990 : [Thanksgiving Day (TV) : Ned Monk
- 1991 : Top of the Heap (en) (série télévisée) : Charlie Verducci
- 1991 : Une femme indésirable (An Inconvenient Woman) (TV) : Arnie Zwillman
- 1992 : Citizen Cohn (TV) : Walter Winchell
- 1992 : Jalousie criminelle (The Danger of Love: The Carolyn Warmus Story) (TV) : Detective John Pollina
- 1994 : Revenge of the Nerds IV: Nerds in Love (en) (TV) : Aaron Humphrey
- 1994 : Une nounou d'enfer (The Nanny) (TV) : Alan Beck
- 1996 : Déclic charnel (Ringer) (TV) : Goldstein
- 1996 : Superman, l'Ange de Metropolis (série télévisée) : SCU Lt. Daniel « Dan » Turpin (voix)
- 1997 : The Don's Analyst (en) (TV) : Vincent DeMarco
- 1998 : The Batman/Superman Movie (TV) : SCU Lt. Dan Turpin (voix)
- 1999 : Une nounou d'enfer (The Nanny) (TV) : Dr. Joe Razzo
- 2005 : Fathers and Sons (TV) : Noah
- 2005 : Jane Doe : Miss Détective (Jane Doe) : Un mort en cavale (Til Death Do Us Part) (TV) : Louis Angelini

### comme scénariste
- 2002 : Returning Mickey Stern (en)
- 1971 : Faits l'un pour l'autre (Made for Each Other)
- 1975 : A Lucille Ball Special Starring Lucille Ball and Jackie Gleason (TV)
- 1976 : Woman of the Year (TV)
- 1980 : Cri d'amour (A Cry for Love) (TV)
- 1996 : Love Is All There Is

### comme producteur
- 1983 : Lovers and Other Strangers (série télévisée)

### comme réalisateur
- 1989 : It Had to Be You
- 1996 : Love Is All There Is